# Sue Gray (funcionaria)
Susan Gray (Londres, 1957) es una funcionaria británica, que ejerció como segunda secretaria permanente en la Oficina del Gabinete desde 2021 hasta el 2 de marzo de 2023. A partir del 4 de marzo trabaja como jefa de gabinete del Partido Laborista.

## Carrera profesional
Gray ha trabajado en el Servicio Civil desde fines de la década de 1970, además de una interrupción de su carrera a fines de la década de 1980, descrita por el periodista Sam McBride como "sorprendentemente poco ortodoxa", cuando dirigía el Cove Bar, un pub en Newry, con su esposo Bill Conlon, un cantante de country de Portaferry, Condado de Down. Se incorporó a la Oficina del Gabinete a fines de la década de 1990. Más tarde trabajó en la Oficina del Gabinete como directora general del equipo de ética y decoro (2012-2018) y jefa del Grupo de Oficinas Privadas bajo la Secretaría del Gabinete.
En su función de supervisión de oficinas ministeriales y ética en el gobierno, Gray fue descrita como "la mujer que dirige el país". Dirigió la investigación de Plebgate dentro de la Oficina del Gabinete, la reforma de 2012 de los organismos públicos no departamentales y la investigación de las acusaciones contra el parlamentario Damian Green relacionadas con su uso de computadoras destinadas a fines laborales. Posteriormente, Green fue despedido de su puesto en el gabinete. Ha sido retratada como relativamente desconocida pero muy influyente, y ha sido descrita como "un enigma" y "notoria ... por su determinación de no dejar rastro de documentos". El ex primer ministro Gordon Brown la describió en sus memorias como alguien con quien se podía contar para obtener "sabios consejos cuando, como sucedía con demasiada frecuencia, ocurrían minicrisis y crisis". The Guardian la describió como "una operadora intransigente".
Según el editor de políticas de la BBC, Chris Cook, en 2011 advirtió incorrectamente a Michael Gove que, realizar negocios gubernamentales a través de cuentas de correo electrónico privadas, le eximiría de las leyes de transparencia. En 2018, supuestamente intentó bloquear las solicitudes de libertad de información relacionadas con el escándalo de la sangre infectada.
En enero de 2018, el Ejecutivo de Irlanda del Norte anunció que Gray se transferiría al Servicio Civil de Irlanda del Norte como Secretario Permanente del Departamento de Finanzas en el Ejecutivo de Irlanda del Norte a partir de mayo de 2018. En abril de 2018, se anunció que Gray sería reemplazada en el Oficina del Gabinete por Helen MacNamara. En 2020, Gray no pudo ser nombrada jefe del Servicio Civil de Irlanda del Norte y, en una entrevista posterior con la BBC, dijo: "Sospecho que la gente pudo haber pensado que tal vez yo era demasiado desafiante o disruptiva, soy ambas...". En abril de 2021, se informó que Gray regresaba a Whitehall como la primera Segunda Secretaria Permanente en la Oficina del Gabinete desde 2016. Ella informa a Michael Gove y está a cargo de la política sobre la Unión y la constitución.